# Sivaș

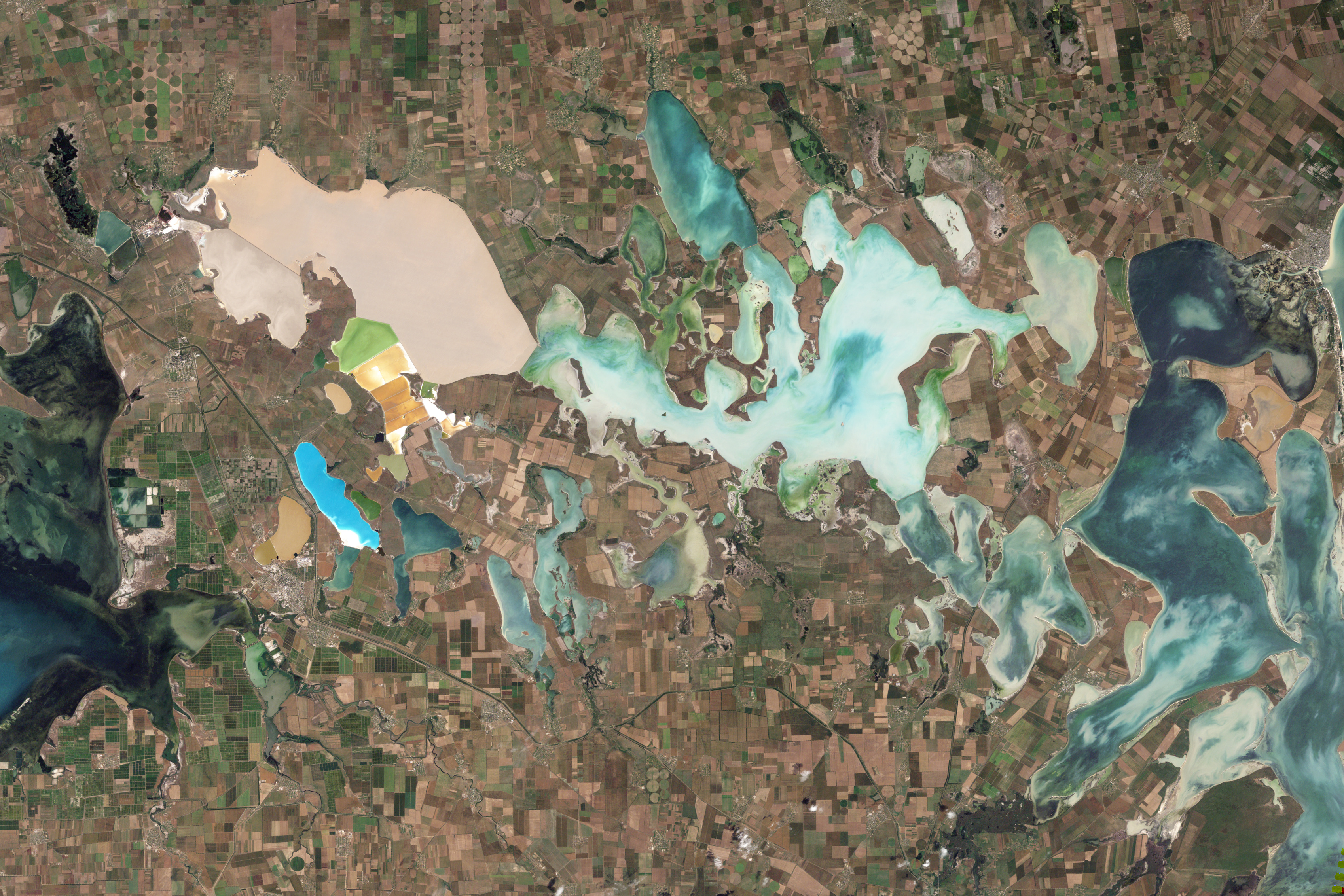
Apele Sivașului sunt multicolore datorită micro-algelor.

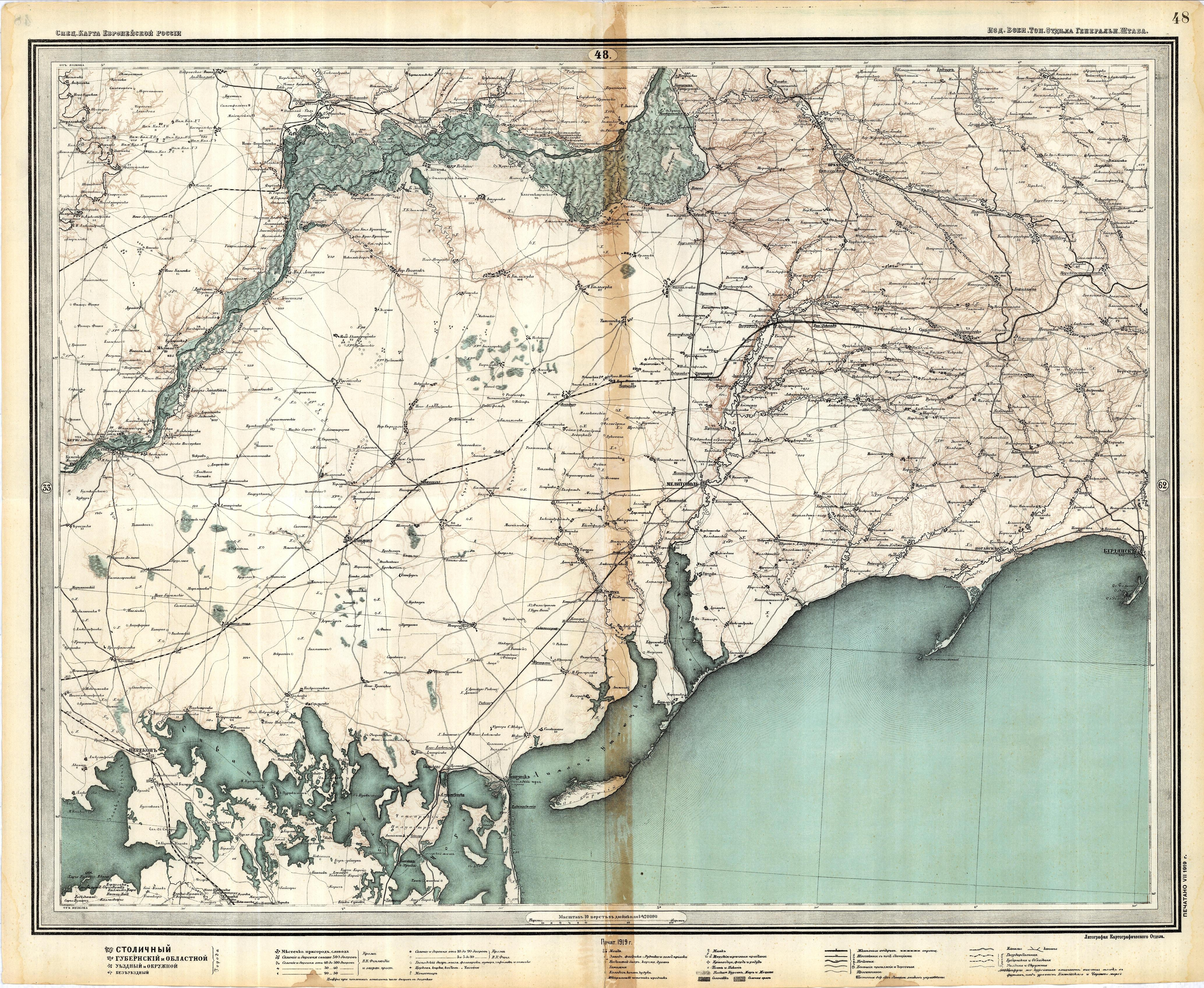
Hartă rusă a sud-estului Ucrainei din secolul XIX (Sivaș în colțul din stânga jos).

Sivaș (în ucraineană și rusă Сиваш, în tătară crimeeană Sıvaș, adică „glod”, „murdărie”) este un sistem întins de lagune superficiale de pe coasta de vest a Mării Azov, separate de ultima prin cordonul litoral Arabat.
Apele din Sivaș se întind pe o suprafață de aproximativ 2.560 km2, întreaga zonă ocupând o suprafață de cca. 10.000 km2. Conexiunea sa estică cu Marea Azov se face prin strâmtoarea Henicesk. Aflându-se pe coasta de nord-est a peninsulei Crimeea, controlul asupra zonei este disputat în prezent (din 2014) între Ucraina și Rusia.

## Galerie de imagini

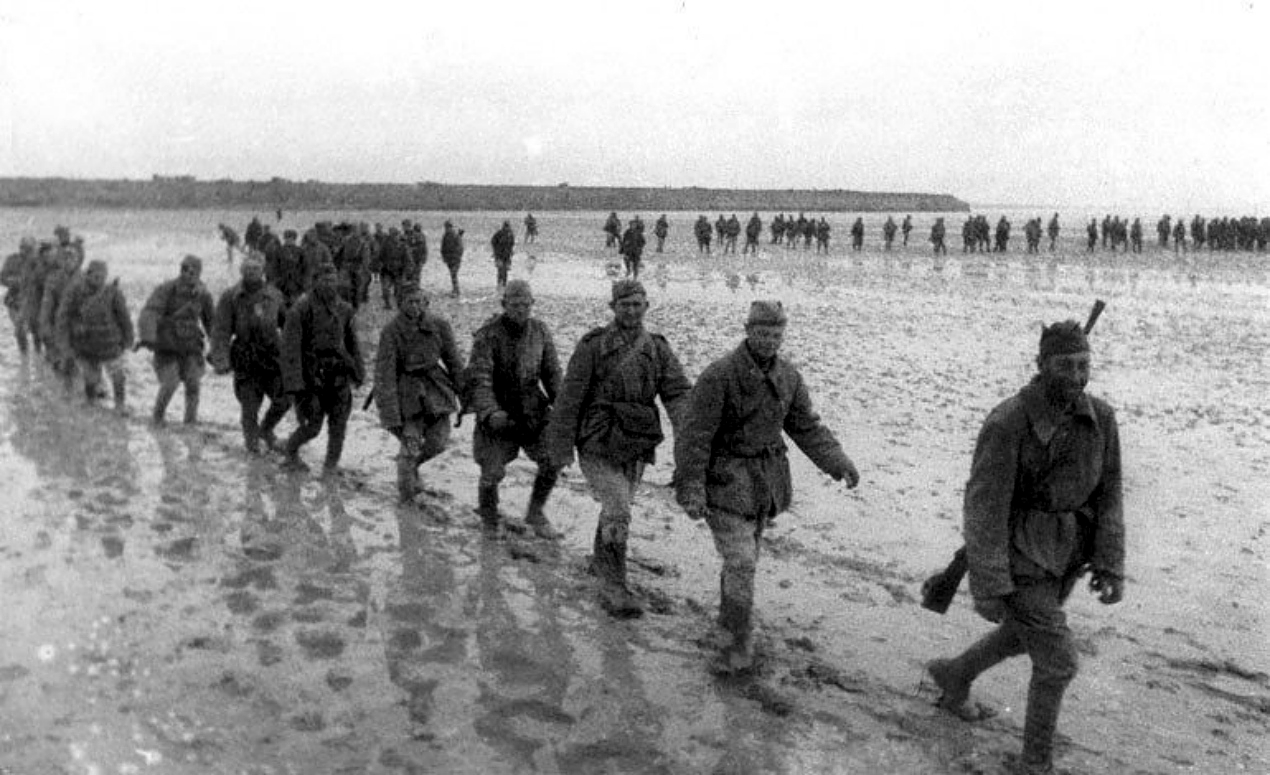
Armata roșie traversează Sivașul în timpul celei de-a doua conflagrații mondiale
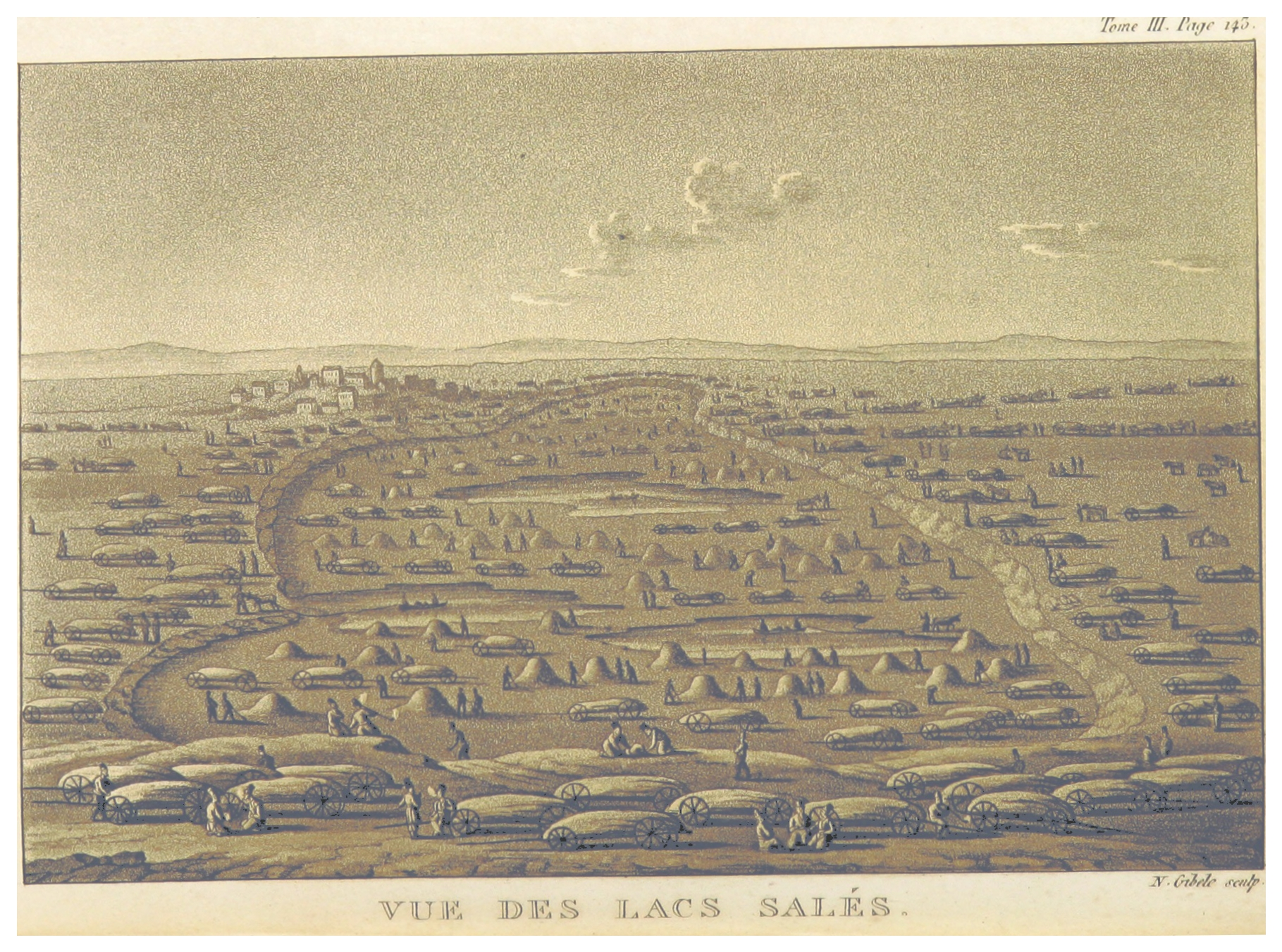
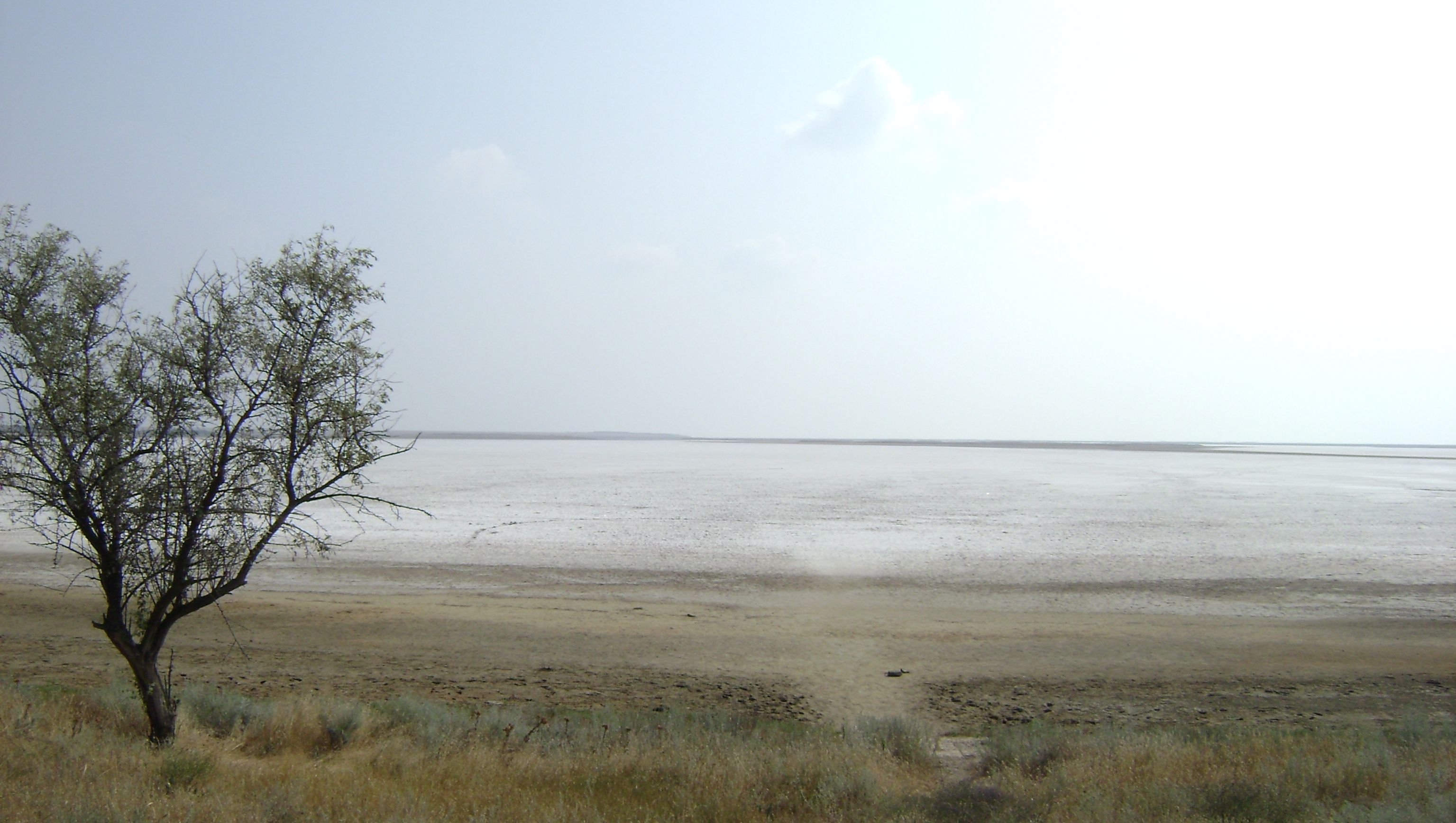
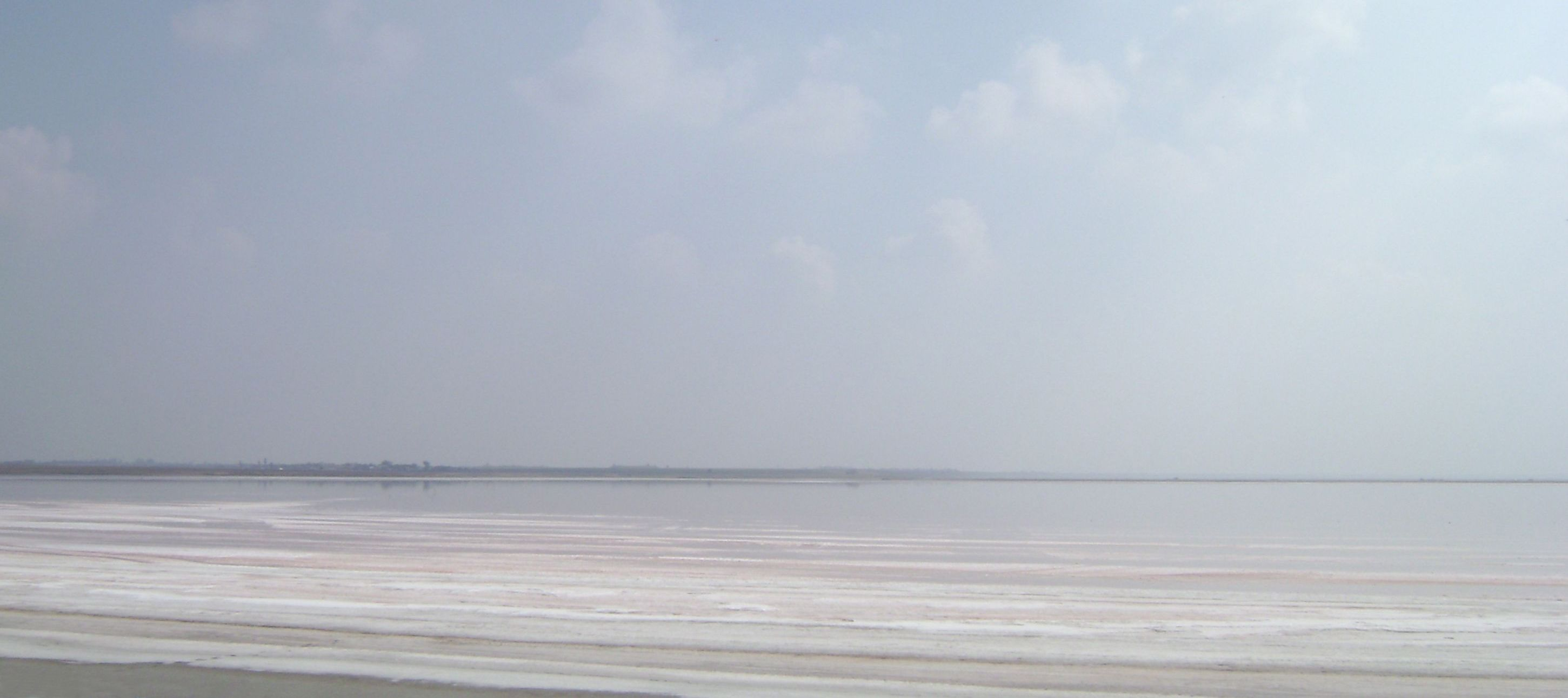

## Legături externe
- Articol în Encyclopædia Britannica.